# Humanes Herpesvirus 7
Das Humane Herpesvirus 7 (englisch Human betaherpesvirus 7, HHV-7; Spezies Roseolovirus humanbeta7) ist eine Virus der Unterfamilie der Betaherpesvirinae (Betaherpesviren) in der Familie Orthoherpesviridae.

## Bedeutung
Die Infektion mit HHV-7 erfolgt meist in der Kindheit als asymptomatische Infektion oder als Exanthema subitum. Danach folgt eine lebenslange Latenz des Virus im Körper. Spätestens im Jugendalter wird eine Durchseuchungsrate von etwa 95 % angenommen. Reaktivierungen sind vor allem bei immunsupprimierten Patienten, etwa nach Organtransplantationen, problematisch. Außerdem werden Reaktivierungen von HHV-7, genauso wie Reaktivierungen der verwandten  Spezies Humanen Herpesvirus 6A und 6B (HHV-6A und HHV-6B), als Auslöser der Hauterkrankung Pityriasis rosea diskutiert.
Weitere Assoziationen von HHV-7 fand man bei verschiedenen weiteren Krankheitsbildern, wobei die klinische Bedeutung der Infektion häufig unklar ist. Bei Kindern und immunsupprimierten Erwachsenen mit Erkrankungen des Zentralen Nervensystems kann HHV-7 in einigen Fällen im Liquor cerebrospinalis nachgewiesen werden. Bei Exazerbationen von Interstitiellen Lungenerkrankungen gelingt teilweise der Nachweis von HHV-7 im Nasensekret, Sputum oder in der Bronchoalveolären Lavage. Auch gibt es Hinweise auf eine Mitverursachung von Myokarditis-Erkrankungen bei Kindern durch HHV-7.

## Diagnostik
Die Diagnostik kann serologisch oder mittels PCR erfolgen. Die serologische Diagnostik mittels ELISA oder Immunfluoreszenz gilt als weniger spezifisch, da hier eine Kreuzreaktivität mit HHV-6A/6B und CMV auftreten kann. Der PCR-Nachweis ist hingegen spezifisch und hochsensitiv.

## Therapie
Eine Therapie der Infektion mit HHV-7 ist meist nicht nötig und wird allenfalls bei immunsupprimierten Patienten durchgeführt. Der antivirale Wirkstoff Ganciclovir scheint die Viruslast von HHV-7 senken zu können. Auch die Wirkstoffe Foscarnet und Cidofovir werden zur Therapie verwendet.